# Femke Heemskerk
Femke Heemskerk; a właściwie Frederike Johanna Maria Heemskerk (ur. 21 września 1987 w Roelofarendsveen) – holenderska pływaczka specjalizująca się w stylu dowolnym, mistrzyni olimpijska, mistrzyni świata, dwukrotna mistrzyni świata (basen 25 m), mistrzyni Europy, dwukrotna złota medalistka mistrzostw Europy (basen 25 m).
Jej pierwszą seniorską imprezą były mistrzostwa świata w Montrealu (2005). Stała się ważnym punktem sztafet kraulowych, ma na swym koncie medale mistrzostw Europy, brąz na mistrzostwach świata w Melbourne. W Pekinie wspólnie z koleżankami Inge Dekker, Ranomi Kromowidjojo i Marleen Veldhuis sięgnęła po złoto (4 × 100 m kraulem). Sztafeta w identycznym składzie w marcu 2008 pobiła rekord świata na tym dystansie (3:33,62), a w lipcu 2009, podczas mistrzostw świata w Rzymie osiągnęła jeszcze lepszy wynik (3:31,72).

## Osiągnięcia

### Igrzyska olimpijskie
| Olimpiada   | Data             | Konkurencja               | Rezultat    | Miejsce |
| ----------- | ---------------- | ------------------------- | ----------- | ------- |
| Pekin 2008  | 10 sierpnia 2008 | 4 × 100 m stylem dowolnym | 3:33,76 min |         |
| Londyn 2012 | 28 lipca 2012    | 4 × 100 m stylem dowolnym | 3:33,79 min |         |

### Mistrzostwa świata
- 2007 Melbourne –  brąz – 4 × 100 m stylem dowolnym
- 2009 Rzym –  złoto – 4 × 100 m stylem dowolnym

### Mistrzostwa świata (basen 25 m)
- 2008 Manchester –  złoto – 4 × 200 m stylem dowolnym
- 2008 Manchester –  złoto – 4 × 100 m stylem dowolnym
- 2008 Manchester –  srebro – 200 m stylem dowolnym

### Mistrzostwa Europy
- 2008 Eindhoven –  złoto – 4 × 100 m stylem dowolnym

## Rekordy świata
| Data          | Miejsce   | Konkurencja               | Rezultat    | Status                       |
| ------------- | --------- | ------------------------- | ----------- | ---------------------------- |
| 18 marca 2008 | Eindhoven | 4 × 100 m stylem dowolnym | 3:33,62 min | do 26 lipca 2009             |
| 26 lipca 2009 | Rzym      | 4 × 100 m stylem dowolnym | 3:31,72 min | do 24 lipca 2014 · Australia |